# ウルトラマンキッズのことわざ物語
『ウルトラマンキッズのことわざ物語』（ウルトラマンキッズのことわざものがたり）は、1986年4月16日から同年11月19日まで、毎週水曜日19時20分から19時30分の時間帯にてTBS系列（当時フジテレビ系列とのクロスネット局だったテレビ山口を含む）で放送されたミニ番組扱いによるTVアニメーションである。制作されたのは全26話だが、最後の2話（第25・26話）は未放映となった。ミスタードーナツの一社提供。
TBSが制作局となった最後のウルトラシリーズの新作である。当時は『ウルトラマン80』を巡る対立によりTBS役員と円谷プロは断絶状態となっていたが、円谷プロに同情的なプロデューサーの尽力により放送が実現した。
中部日本放送・中国放送では、プロ野球地元本拠地球団主催カードの中継を放送した際、その回の放送分は未放送となった（いずれも19:20 - 19:30のスポンサーだったミスタードーナツは野球中継に組み込まれた。）。

## ストーリー・構成
キャラクターたちがことわざにそった日常の話を展開。ラストにはその回をおさらいしてことわざを紹介する「ことわざワンポイント」のコーナーがあった。

## 声の出演
- マー - 山田恭子
- ピコ - 潘恵子
- セブ - 菅谷政子
- ルーキィ - つかせのりこ
- ピグコ - 上村典子
- ミドリ - 鈴木富子
- バル - 大竹宏
- ガッツン - 肝付兼太
- メフィラ - 広中雅志、田中亮一
- グローサー先生 - 青野武
- 原みつる
- 千田礼子
- ナレーション - 吉村光夫

## スタッフ
- 企画：円谷皐（円谷プロダクション）
- プロデューサー：江藤直行、玉川静（以上、円谷プロダクション）、永井憲二（ダックスインターナショナル）、樋口祐三（TBS）
- チーフディレクター：尾崎正善
- 制作担当：藤橋豊
- 監督：曽我仁彦、野崎貞夫
- キャラクターデザイン：篠崎佳久子
- 美術監督：新井寅雄（プロダクション・アイ）
- 撮影：トランス・アーツ
- 音楽：菊池俊輔
- 編集：倉持清治
- 音響効果：須藤輝義
- 選曲：小原吉男
- 録音調整：成清量（整音スタジオ）
- スタジオ：整音スタジオ
- 現像所：東京現像所
- 配役協力：青二プロダクション
- 製作協力：ダックスインターナショナル、トランス・アーツ、スタジオ・ザイン、プロダクション・アイ、青二企画
- 製作：円谷プロダクション、TBS

## 主題歌
『キッズのチャチャチャ』
作詞 - 谷のぼる / 作曲、編曲 - 菊池俊輔 / 歌 - 山田恭子
劇場版『ウルトラマンキッズ M7.8星のゆかいな仲間』主題歌のヴォーカルを再録音したもの。歌詞の中に登場する「星」という単語の読み方が劇場版と異なっている。

## 各話リスト
| 話数 | サブタイトル                     | 脚本         | 絵コンテ   | 演出       | 作画監督   | ことわざ                   | 放送日   |
| ---- | -------------------------------- | ------------ | ---------- | ---------- | ---------- | -------------------------- | -------- |
| 1    | 宿題なんてへっちゃらさ!          | 平野美枝     | 日下部光雄 | 上條修     | 上條修     | 言うは易し行なうは難し     | 4月16日  |
| 2    | 大好物は焼きりんご!              | 五十嵐ひろみ | 日下部光雄 | 村山靖     | 林隆文     | 二兎を追う者は一兎をも得ず | 4月23日  |
| 3    | 誕生プレゼントを奪っちゃえ!      | 志村多穂     | 内田祐司   | 内田祐司   | 堀口元気   | 窮鼠猫を噛む               | 5月7日   |
| 4    | 愛をこめて「ありがとう」         | 中弘子       | 日下部光雄 | 日下部光雄 | 飯村一夫   | 親しき中にも礼儀あり       | 5月14日  |
| 5    | ある朝突然UFOが…!                | 佐藤茂       | 大庭寿太郎 | 大庭寿太郎 | 上條修     | 早起きは三文の徳           | 5月21日  |
| 6    | やったぞ、一発ホームラン!        | 久保田圭司   | 蔭山康生   | 山田和彦   | こさこ吉重 | 虎穴に入らずんば虎児を得ず | 5月28日  |
| 7    | ニンジン、こわ〜い!              | 戸田博史     | 日下部光雄 | 日下部光雄 | 飯井一夫   | 藪をつついて蛇を出す       | 6月4日   |
| 8    | ペンキ塗りだいすき?              | 志村多穂     | 石川康夫   | 三吉勝     | こさこ吉重 | 禍を転じて福となす         | 6月11日  |
| 9    | 赤いバラでおだいじに!            | 志村多穂     | 中村喜則   | 中村喜則   | 堀口元気   | 鉄は熱いうちに打て         | 6月25日  |
| 10   | バシッと決めよう逆転シュート!    | ひらたてつ   | 石川康夫   | 山田和彦   | こさこ吉重 | 木乃伊取りが木乃伊になる   | 7月2日   |
| 11   | 空から車が降ってきた!            | 中弘子       | 日下部光雄 | 日下部光雄 | 飯村一夫   | 当たるも八卦当たらぬも八卦 | 7月16日  |
| 12   | 夜の怪奇大作戦!                  | 久保田圭司   | 日下部光雄 | 村山靖     | 林隆文     | 馬耳東風                   | 7月30日  |
| 13   | わたしのベイビーちゃん!          | 平野美枝     | 村山靖     | 村山靖     | 林隆文     | 石の上にも三年             | 8月6日   |
| 14   | ヤギに食われた課外授業           | 志村多穂     | 中村喜則   | 中村喜則   | 堀口元気   | 人の振り見て我が振り直せ   | 8月13日  |
| 15   | 草むしりはおいしいぞ?!           | 五十嵐ひろみ | 日下部光雄 | 日下部光雄 | 飯村一夫   | 身から出た錆               | 8月20日  |
| 16   | パーティーはもうグッタリ!        | 平野美枝     | 三吉勝     | 三吉勝     | のまとし   | 立つ鳥後を濁さず           | 8月27日  |
| 17   | ピコのハートを奪っちゃえ!        | 花園由宇保   | 湯川高光   | 湯川高光   | 奥山憲史   | 急がば回れ                 | 9月10日  |
| 18   | 嵐の中の青春だーい!              | 久保田圭司   | 大町繁     | 大町繁     | 前田達良   | 思う念力岩をも通す         | 9月24日  |
| 19   | 10000ボルトの威力だぞ〜!         | 志村多穂     | 大庭寿太郎 | 大庭寿太郎 | 上條修     | 仏の顔も三度               | 10月8日  |
| 20   | シャボン玉で首飾り!              | 高木凛       | 岡部英二   | 大野久     | 前田達良   | 嘘つきは泥棒の始まり       | 10月22日 |
| 21   | ガッツンの代理先生!              | 花園由宇保   | 藤本義孝   | 藤本義孝   | 中村喜則   | 虎の威をかる狐             | 10月29日 |
| 22   | 仕返しはまかせろ!                | 久保田圭司   | 日下部光雄 | 日下部光雄 | 飯村一夫   | 鬼の目にも涙               | 11月5日  |
| 23   | 弟がほしいよ!                    | 中弘子       | 岡部英二   | 岡部英二   | 前田達良   | 隣の花は赤い               | 11月12日 |
| 24   | 孤独なクラスメート!              | 中弘子       | 日下部光雄 | 日下部光雄 | 飯村一夫   | 案ずるより生むが易い       | 11月19日 |
| 25   | 涙の栄光ナンバーワン!            | 久保田圭司   | 八角哲夫   | 山田和彦   | こさこ吉重 | 好きこそ物の上手なれ       |          |
| 26   | みんなで行こう! 銀河宇宙一周の旅 | ひらたてつ   | 中村喜則   | 村山靖     | 林隆文     | 捕らぬ狸の皮算用           |          |

## DVD
- 2015年9月4日にTCエンタテインメントから、DVD-BOXが発売。本作は全3巻に分けられており、第3巻には未放映の第25・26話が収録されている。